# Escola del Treball de Barcelona
L'IES Escola del Treball de Barcelona és un institut d'educació secundària ubicat al recinte de l'Escola Industrial, a l'antiga fàbrica Can Batlló del carrer Urgell de Barcelona.

## L'origen de l'Escola del Treball
Els orígens de l'escola se situen al segle xix durant l'època de la industrialització a Catalunya. La seva creació respon a la necessitat de preparar obrers qualificats per fer front a la competència europea i als nous reptes d'aquell despertar industrial. Barcelona, capdavantera en la industrialització d'Espanya, havia d'estar al nivell dels mercats europeus si volia ser competitiva. I havia de mantenir-s'hi tot aconseguint la promoció professional en tots els nivells de la producció.
L'any 1868, la Diputació Provincial de Barcelona, pionera dels ensenyaments tècnico-professionals, a partir d'un projecte de Ramon Manjarrés de Bofarull (director aleshores de l'Escola d'Enginyers), crea una institució d'ensenyament obrer al recinte de la Universitat Industrial.
Aquest projecte va començar a funcionar el 24 d'abril de 1873 amb el nom d'Escola Lliure Provincial d'Arts i Oficis i les classes eres impartides pels mateixos professors que feien classe a la Universitat Industrial. Va ser un centre agregat a l'Escola d'Enginyers Industrials de Barcelona fins a l'any 1914, en què s'independitzà.
Ràpidament, i fruit de la demanda industrial, es va fer veure que era necessària l'especialització dels ensenyaments que en aquell moment s'impartien a l'Escola. Així, es van crear seccions que després serien bàsiques en la història de l'ensenyament tècnico-professional:
1. Teixits (1875)
2. Tintoreria (1879)
3. Calderes i màquines de vapor (1889)
4. Construcció civil (1892)
5. Electricitat (1899)
6. Automobilisme (1907)

La conscienciació, des dels àmbits polítics i culturals, de la necessitat d'impulsar més enllà els ensenyaments tècnics i professionals va fer que el 1913 Josep Puig i Cadafalch (llavors diputat a Corts per Barcelona i després President de la Mancomunitat de Catalunya) formulés un projecte de reestructuració que transformava aquella primitiva escola i en fundava una de nova. Era una escola de primer grau per a obrers, situada a l'antiga fàbrica tèxtil de Can Batlló, al carrer Urgell, que s'anomenà Escola Elemental del Treball.
El maig de 1914, Enric Prat de la Riba, president de la Mancomunitat de Catalunya, va inaugurar el nou centre en el marc de la reorganització de l'ensenyament tècnic de l'Escola Industrial. La nova escola fou pensada per resoldre la formació pràctica dels obrers a partir de tallers adequats, d'un mètode que superés el verbalisme en favor de la intuïció i l'experimentació, adaptat a les circumstàncies dels alumnes i amb l'objectiu d'afavorir l'especialització des del primer curs en totes les matèries. S'organitzà en seccions independents: manyans de màquines, fonedors i modelistes, electricistes, empleats d'indústries tèxtils, operaris d'indústries químiques, fusters i paletes, carrossers i mecànics de màquines d'escriure, mecànics automobilistes, i calders, planxistes i fumistes. Paral·lelament, hi havia també una secció d'idiomes (francès i anglès).
La seva denominació inicial fou Escola Elemental del Treball, però el gener de 1922 fou autoritzada a suprimir el qualificatiu ’”elemental”, ja que el nivell acadèmic s'havia apujat i no feia justícia al profit pedagògic i tècnic que en treien els alumnes. Des del 1919, l'escola organitzaria un curset preparatori a fi de suplir la manca d'ensenyaments fonamentals de molts obrers que volien cursar els ensenyaments tècnics, però que els mancava una instrucció primària suficient. També aquest any s'iniciaren uns cursets i conferències d'humanitats (art, història, literatura, ciència, sociologia), perquè “l'ensenyament tècnic com a únic factor d'educació, limita l'esperit de l'home”. El 1923 sobresurt la conferència que hi pronuncià el científic Albert Einstein, al costat d'altres figures del món cultural català com Rosa Sensat, Francesc Layret, Josep Carner o Josep Puig i Cadafalch.
En els deu anys en què l'Escola fou gestionada i sufragada per la Mancomunitat de Catalunya hi passaren més de 8.000 alumnes, comptant tant els ensenyaments tècnics com els preparatoris i culturals. El professorat estava format per 46 catedràtics, 6 professors, 7 auxiliars tècnics i 10 contramestres, a banda de professors extraordinaris i de 12 mestres per als cursos preparatoris.
En aquests anys, tingué com a directors a Paulí Castells i a Rafael Campalans.

## La inauguració de l'escola
L'escola com a tal va ser inaugurada oficialment el dia 29 de maig de 1914 en una sessió presidida pel president de la Mancomunitat, Enric Prat de la Riba.
L'any de la fundació, la matriculació global fou de 249 alumnes que es distribuïen entre manyans de màquines, fonedors i modelistes, electricistes, operaris tèxtils, operaris de la indústria química, fusters, paletes, calderers, planxistes i fumisters.
Els requisits de matriculació aquell curs eren els següents:
1. Tenir 14 anys; saber llegir i escriure i conèixer les quatre regles fonamentals de l'aritmètica.
2. Ser obrer d'ofici; justificant aquest requisit per mitjà d'un certificat emès per un taller o una societat obrera.
3. Pagar 5 pessetes de matrícula i 2,50 pessetes de pòlissa.
4. Si algun alumne abandonés o abandonava l'ofici podia ser convidat a deixar els estudis.

Les promocions van augmentar ràpidament: el 1915 tenia 345 alumnes; el 1920 ja eren 783; i el 1923 tenia més de 800 alumnes. Aquest últim any es va acordar anomenar l'escola amb el nom actual: Escola del Treball.
En aquella època, malgrat la pèrdua dels mercats colonials, la indústria catalana experimentava la segona revolució industrial, caracteritzada per la substitució de les velles màquines de vapor per l'energia elèctrica. Això feu necessari impulsar una cultura industrial, perquè l'any 1900 més de la meitat dels barcelonins no sabien ni llegir ni escriure i estaven, doncs, poc preparats per treballar en la indústria moderna, sent important el naixement d'una escola no només lligada al seu temps històric sinó també pionera a Catalunya en la formació de futurs operaris i mestres industrials.
A banda de fer les classes en català, la pedagogia que s'aplicava a l'escola (la mateixa que la Mancomunitat va establir en les seves escoles) era l'aconsellada pels congressos de pedagogia d'arreu del món i que es caracteritzava per:
1. Defugir del verbalisme.
2. Implantar un mètode intuïtiu i experimental.
3. Organitzar els ensenyaments d'acord amb un pla cíclic que avançava progressivament.

## La direcció de Rafael Campalans
Amb la direcció de Rafael Campalans (polític, intel·lectual i pedagog) és quan l'escola viu un dels moments més àlgids. Figura impulsora i emblemàtica d'una etapa històrica, Campalans va ser director de l'Escola des del 1922 fins a l'arribada de la dictadura de Primo de Rivera, l'any següent.
Durant la seva direcció s'amplia l'escola per donar cabuda a un nombre més gran d'alumnes: s'aixequen dos pisos a la banda esquerra de l'edifici central i, un més a l'edifici de fusteria. Les obres deixen lloc, dins l'edifici central, a la biblioteca i a la direcció.
Campalans va impulsar també cicles de conferències que van constituir llavors una experiència única en el món de l'ensenyament.
Durant l'any 1923, personalitats representatives d'aquell moment com ara Albert Einstein, Josep Carner, Josep Puig i Cadafalch i Rosa Sensat van dictar un cicle de conferències i van fer diversos cursets.
En acabar el curs 1924-1925 va visitar l'escola el rei Alfons XIII, donant una idea de la importància del centre dintre del panorama de les escoles professionals del moment.
Amb l'arribada de la Segona República espanyola, l'escola, coneguda en aquells dies com la Universitat del Poble, aconsegueix tenir un programa educatiu que, per primera vegada a la història del país, considerava l'ensenyament una necessitat prioritària.
S'implantava la coeducació i el laïcisme a l'ensenyament, es reconeixien les cultures i les llengües nacionals i s'impulsava una important renovació pedagògica i metodològica.

## Guerra civil i franquisme
Durant la Guerra Civil espanyola i la posterior dictadura del general Franco, l'escola es va moure primer dintre de la dificultat de continuar impartint classes durant el conflicte bèl·lic i després, dintre de l'obligatorietat de seguir una política pedagògica i uns plans d'estudis que defugien el caràcter propi i diferencial del centre.
Malgrat tot, l'Escola del Treball continuava essent un centre tècnico-professional amb tradició i vocació de prestigi de la qual era director en Pedro Brosa i Piera.
Aleshores, la durada dels estudis per obtenir el títol de Mestre Industrial era de:
1. Dos cursos de pre-aprenentatge (de 12 a 14 anys) en què es feien 6 hores diàries de classe (prèviament s'havia de fer una prova d'accés).
2. Tres cursos d'aprenentatge per al grau d'oficialia industrial.
3. Dos cursos de mestratge industrial.

La major part dels alumnes treballaven a la indústria i assistien a les classes de 7 a 9 del vespre.
L'any 1945 se celebra a Madrid l′Exposició Nacional de Treballs d'alumnes d'Escoles Elementals del Treball i d'Arts i Oficis Artístics. L'Escola del Treball en va ser la principal protagonista.
Aquell curs 1945-46 hi havia matriculats uns 4.000 alumnes, prova del creixement accelerat condicionat per la demanda dels empresaris. En aquell moment, haver estat alumne de l'Escola del Treball era garantia de bona formació, professionalitat i rendiment.
Per tal d'obtenir impressions directes del bon funcionament de l'escola, el Cap d'Estat, el general Franco, visita el centre l'any 1949 i inaugura l'exposició de treballs fets pels alumnes que, tradicionalment, s'exposaven en acabar cada curs.
Anys després, durant 1955, s'aprova la Ley de Formación Profesional Industrial i l'escola s'ajusta a la nova ordenació oferint els estudis d'Oficialia Industrial i de Mestria Industrial.
El curs 1960-61, per tal d'augmentar la capacitat del centre, es va establir el règim d'ensenyament diürn, una modalitat que no tenia tradició a Barcelona.
Durant l'any 1963 finalitza la construcció de l'edifici nou d'uns 6.000 m² de superfície (l'actual escola d'Arts i Oficis), que va ser finançat en un 60% pel Ministeri d'Educació i en un 40% per la Diputació de Barcelona. El 26 de juny de 1963 Francisco Franco inaugurà aquests nous locals.
Temps després, l'any 1964, la Diputació va crear el nou Centre d'Arts i Oficis, autònom de l'Escola del Treball. És també durant aquesta època que la Sra. Rosa Pascual dona 5 milions de pessetes per crear uns tallers d'electrònica que avui dia porten el seu nom

## L'arribada de la democràcia
L'any 1975 es va iniciar un nou període en el desenvolupament del centre. La Diputació de Barcelona va signar un conveni amb el Ministeri d'Educació i Ciència en virtut del qual el ministeri prendria cura dels aspectes docents i en cobriria les despeses i la Diputació es reservava el manteniment dels edificis i instal·lacions de la seva propietat. Així doncs, es va crear un Patronat amb competències compartides entre les dues institucions i l'escola es va convertir en un Institut Politècnic de Formació Professional.
Per qüestions de competències autonòmiques en matèria d'ensenyament, el 21 de febrer de 1984, el Departament d'Ensenyament de la Generalitat de Catalunya va signar un conveni d'actualització amb la Diputació de Barcelona, un ens que ha estat molt lligat al centre des de la seva naixença. Finalment, el 31 de desembre de 1994, els dos ens públics van signar un conveni pel qual es traspassaven totes les competències de titularitat de l'institut a la Generalitat de Catalunya.

## Galeria

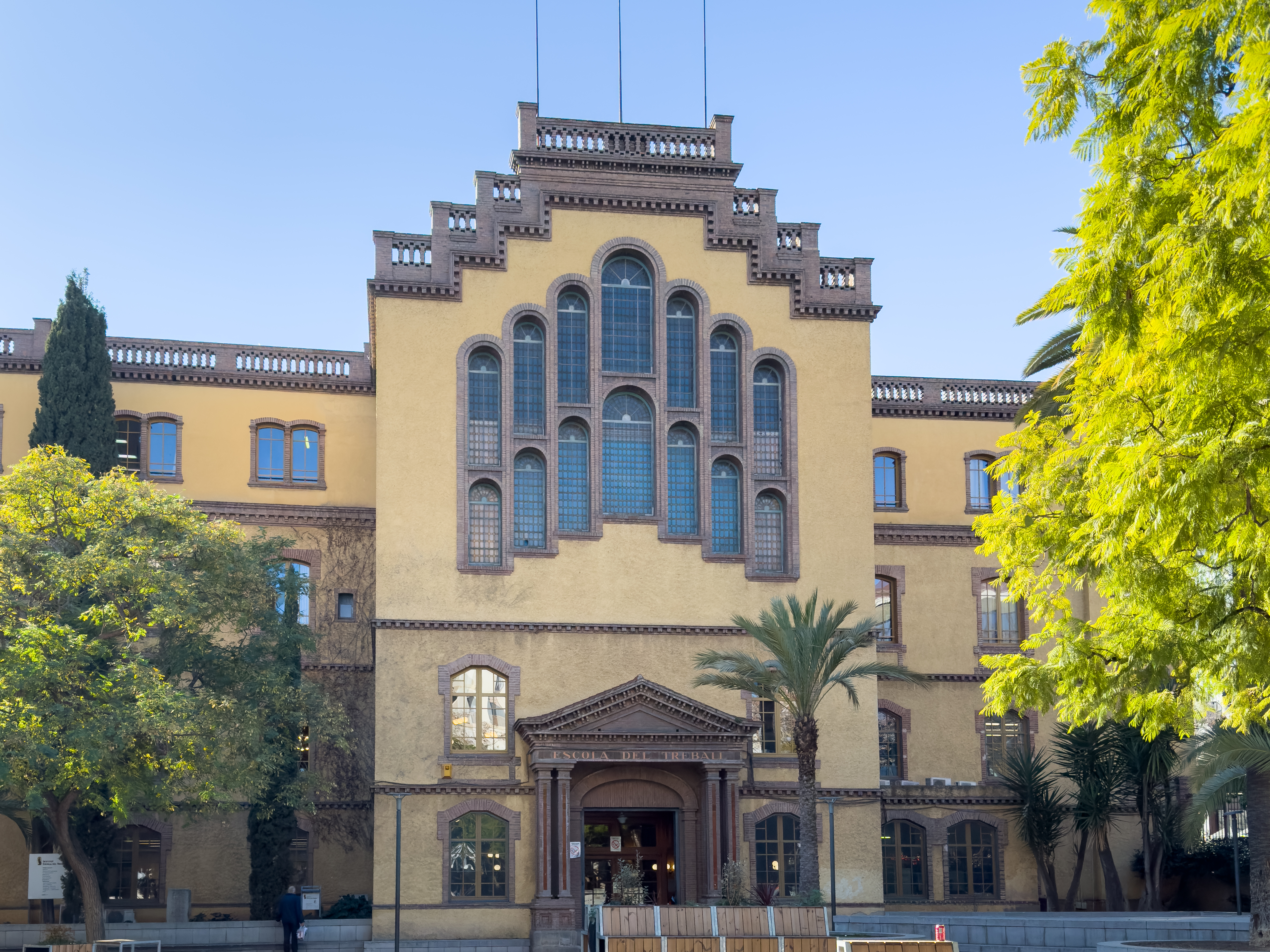
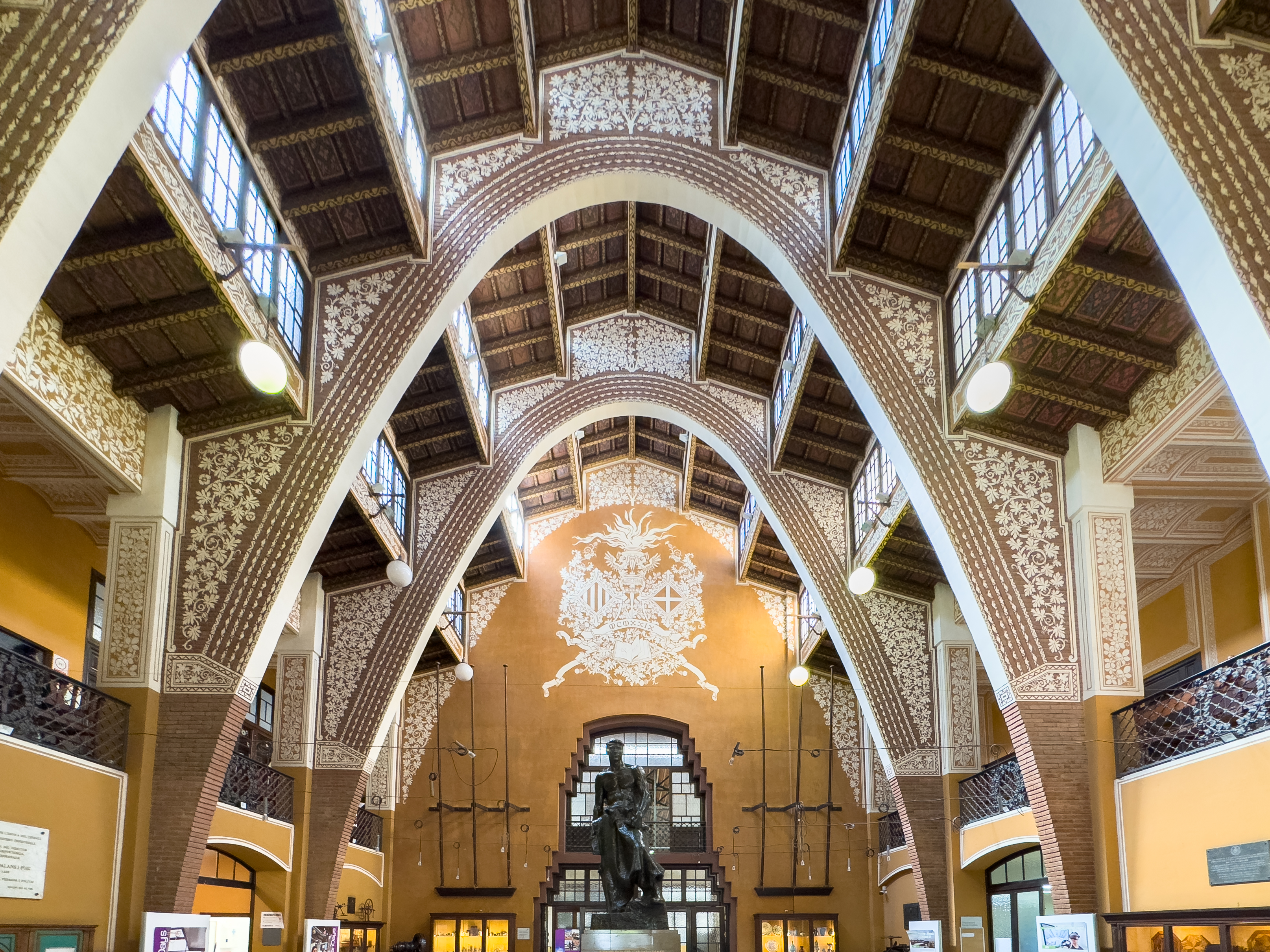
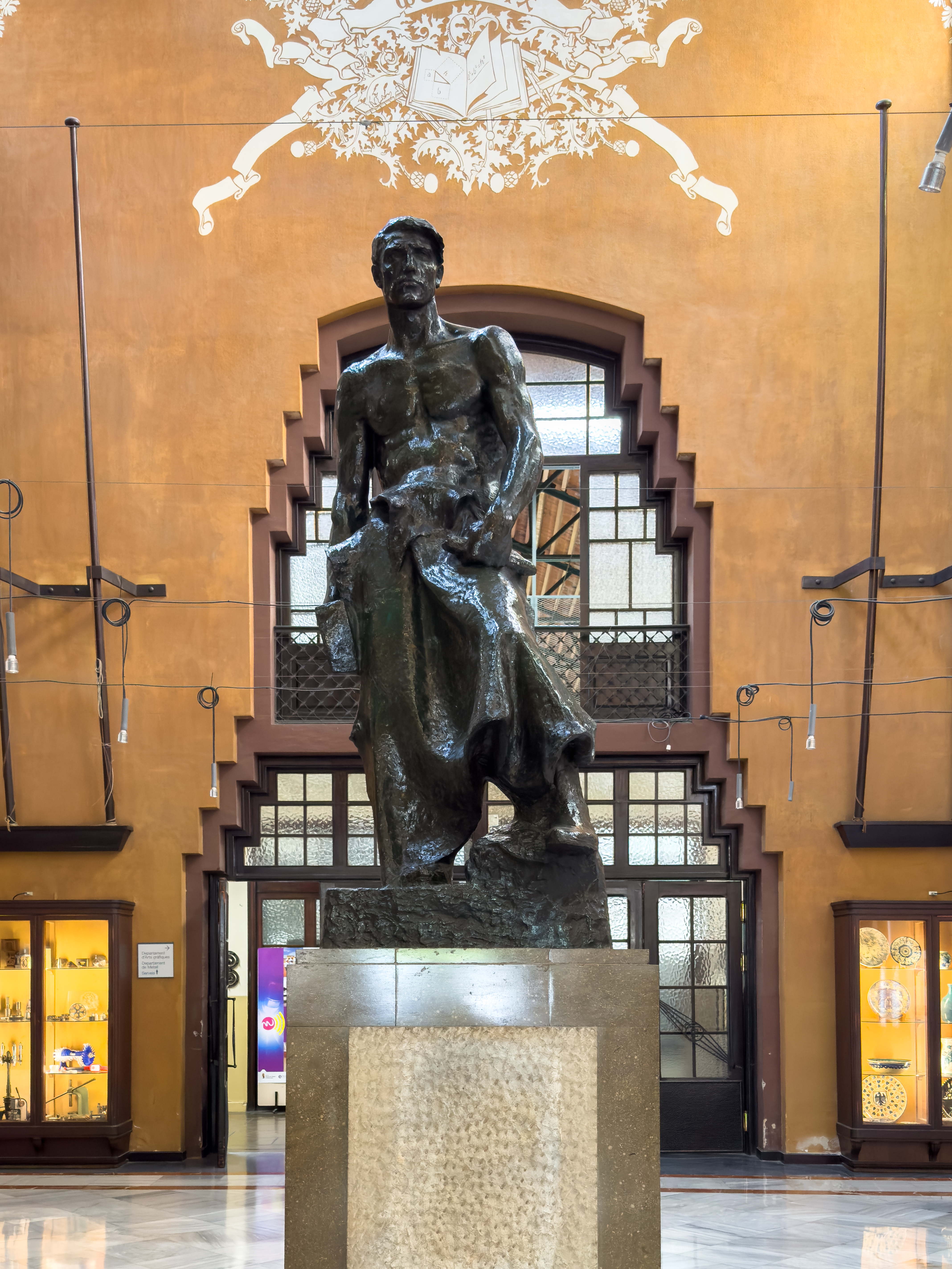
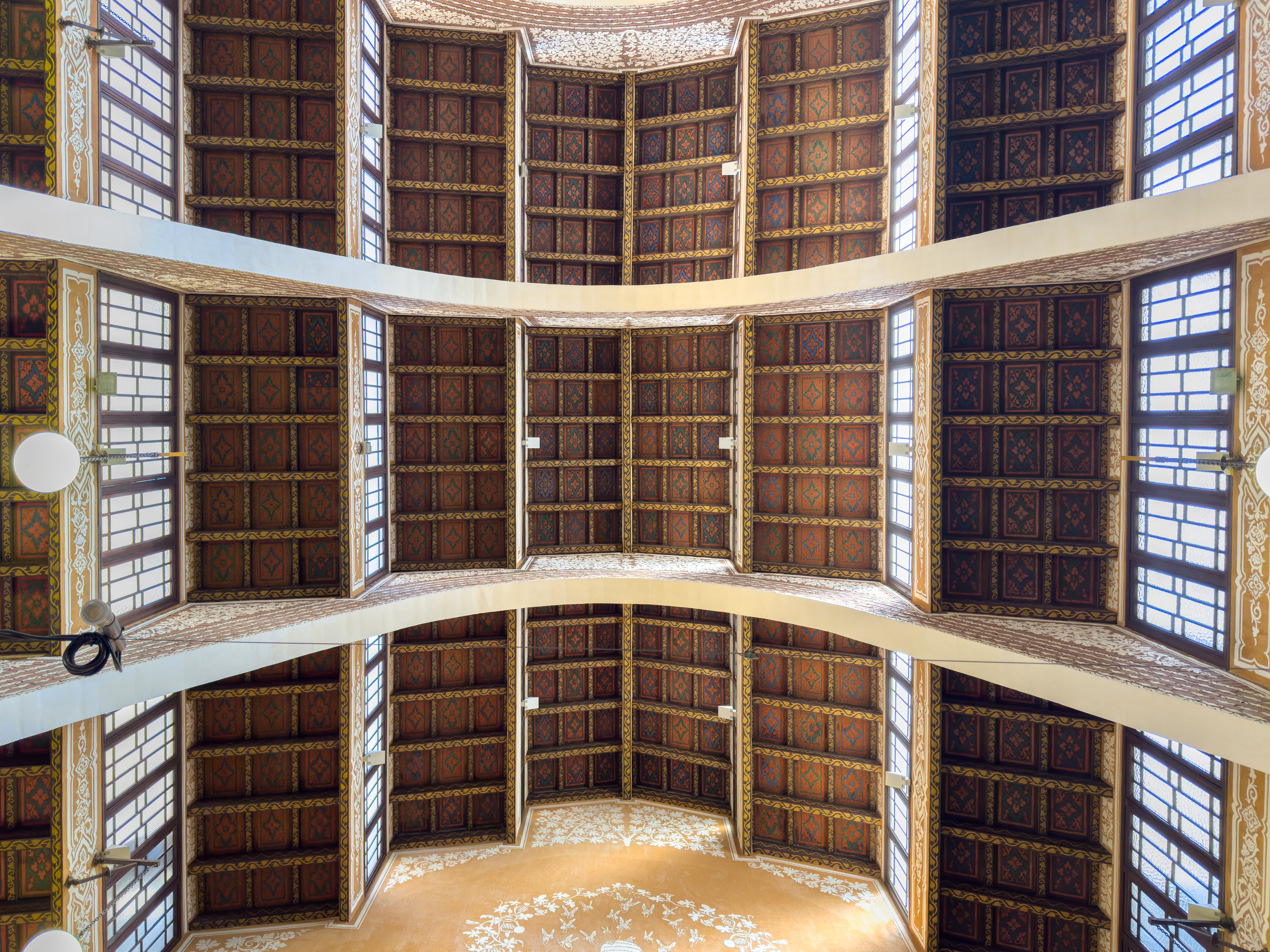
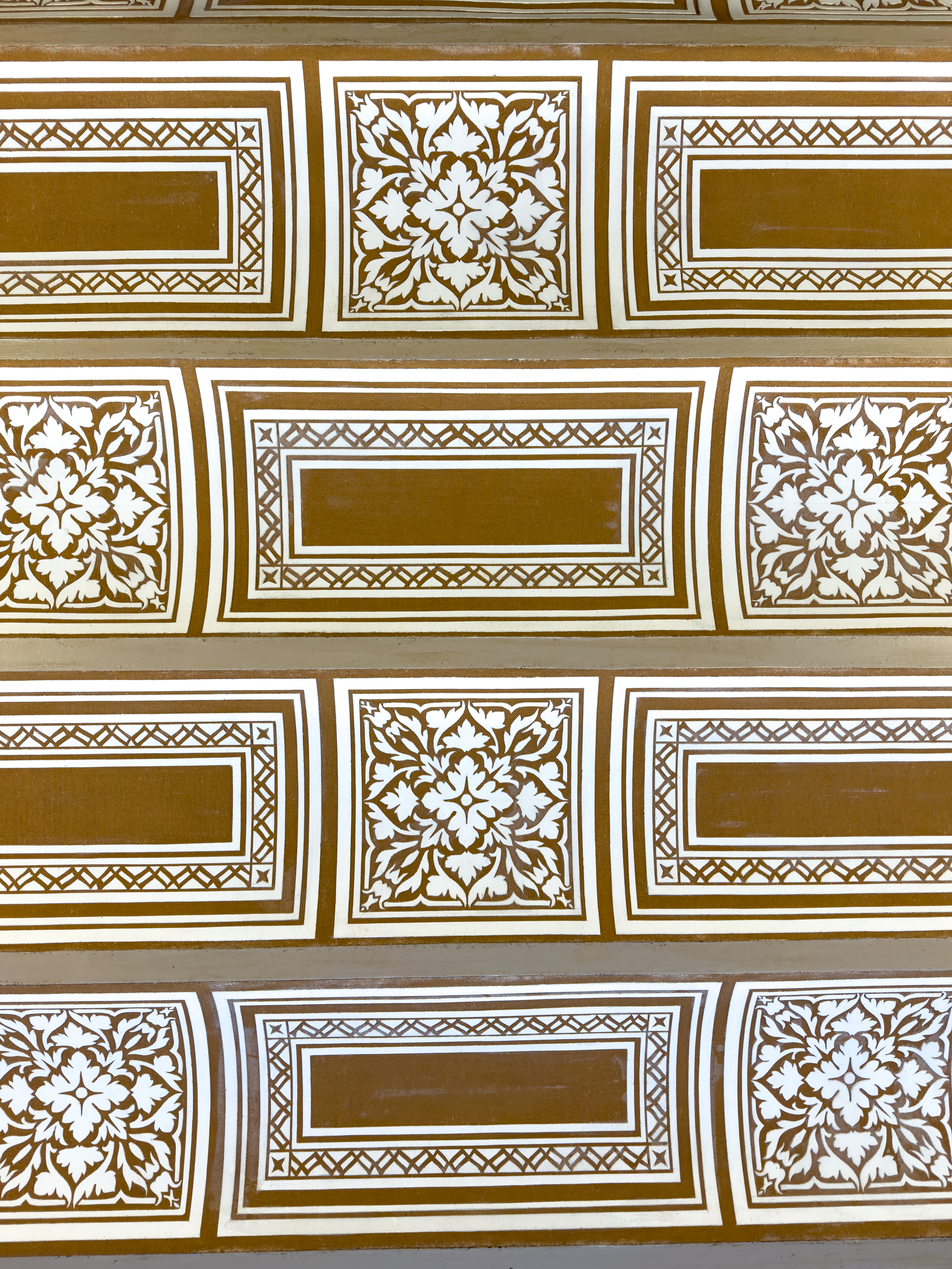